# Het Belgisch raskonijn
Het Belgisch raskonijn is een Belgische "speciaalclub ter veredeling en bescherming van de Belgische konijnenrassen".

## Geschiedenis
De vereniging werd opgericht in 1996. De meeste leden houden zich hoofdzakelijk bezig met het fokken en beschermen van unieke en bedreigde soorten van eigen bodem. In Vlaanderen en omstreken heeft de vereniging een vierhonderdtal leden. De hoofdzetel is in Sint-Gillis-Waas, waar ook een jaarlijkse tentoonstelling plaatsvindt in het eerste weekend van de maand februari. Naast het organiseren van tentoonstellingen is "Het Belgisch raskonijn" ook vertegenwoordigd in de vzw Levend erfgoed, organiseert de vereniging ook de deelname van haar leden aan andere binnenlandse en buitenlandse tentoonstellingen en verleent zij bijstand aan fokkers door middel van onder andere een kwartaaltijdschrift.

## Rassen
De volgende soorten worden opgevolgd door de vereniging:

### Groot/middelgroot
- Vlaamse reus
- Blauw van Ham
- Blauw van Sint-Niklaas
- (Blauw) Van Beveren
- Wit van Dendermonde
- Belgische haas
- Belgisch zilver
- Steenkonijn

- gents baardkonijn
- angorahangoordwerg
- Parelgrijs van Halle
- Angoradwerg

### Uitgestorven/niet erkend
- Wit van Tervuren